# HMS Jersey (F72)
HMS Jersey (F72) là một tàu khu trục lớp J được Hải quân Hoàng gia Anh Quốc chế tạo vào cuối những năm 1930. Jersey đã phục vụ trong Chiến tranh Thế giới thứ hai cho đến khi bị đắm do trúng mìn thả từ máy bay tại cảng Grand, Malta vào ngày 2 tháng 5 năm 1941.

## Thiết kế và chế tạo
Jersey được đặt hàng vào ngày 25 tháng 5 năm 1937. Nó được đặt lườn tại xưởng tàu của hãng J. Samuel White and Company ở Cowes trên đảo Wight vào ngày 20 tháng 9 năm 1937, được hạ thủy vào ngày 26 tháng 9 năm 1938 và nhập biên chế cùng Hải quân Hoàng gia Anh vào ngày 28 tháng 4 năm 1939.

## Lịch sử hoạt động
Vào ngày 7 tháng 12 năm 1939, Jersey bị trúng ngư lôi ngoài khơi Haisborough Sands từ chiếc tàu khu trục Đức Erich Giese, vốn đang trở về sau khi rải một bãi mìn mà không bị phát hiện. Mười thành viên thủy thủ đoàn bị thiệt mạng và nó bị hư hại nghiêm trọng. Jersey được kéo về Humber để sửa chữa và chỉ gia nhập trở lại chi hạm đội của nó vào ngày 28 tháng 10 năm 1940.
Tại Malta, Jersey bị trúng một quả thủy lôi do máy bay Ý thả ngoài khơi Grand Harbour vào ngày 2 tháng 5 năm 1941 và bị đắm cạnh đê chắn sóng của Grand Harbour, ở tọa độ 35°54′B 14°31.4′Đ / 35,9°B 14,5233°Đ. Ba mươi lăm thành viên thủy thủ đoàn đã bị thiệt mạng trong sự kiện này.